# Vohitrindry
Vohitrindry est une commune rurale malgache située dans la partie sud-est de la région de Fitovinany.

## Géographie
Il se situe sur la côte Est de Madagascar, à la Route Nationale 12, entre Manakara et Farafangana. Il se trouve à 3 Km au sud de la ville de Vohipeno.